# بيتار ميسوفسكي
بيتار ميسوفسكي هو لاعب كرة يد مقدوني سابق لعب كحارس مرمى. مثل منتخب مقدونيا لكرة اليد.

## الإنجازات
- الدوري المقدوني لكرة اليد : 1997-98، 1999-00